# 奥明方村立明方中学校
奥明方村立明方中学校（おくみょうがたそんりつ　めいほうちゅうがっこう）は、かつて岐阜県郡上郡奥明方村（現・郡上市）に存在した公立中学校。

## 概要
- 郡上郡奥明方村の中学校であり、奥明方小学校に併設されていた。1961年、畑佐中学校と統合。奥明方中学校（現・明宝中学校）の新設により廃校。

## 沿革
- 1947年（昭和22年）4月1日 - 奥明方村立明方中学校として開校。奥明方小学校に併設する。寒水分校、奥住分校、畑佐分校、小川分校を設置。
- 1951年（昭和26年）4月 - 奥住分校、畑佐分校、小川分校の3つの分校が統合。奥明方村立畑佐中学校として分立する。畑佐分校（旧・奥明方村立畑佐小学校）が畑佐中学校本校となり、小川分校は畑佐中学校に移る。奥住分校は廃止となる。
- 1957年（昭和32年）1月 - 明方中学校と畑佐中学校との統合が議論される。
- 1959年（昭和34年）3月 - 統合が決まる。
- 1961年（昭和36年）3月31日 - 明方中学校と畑佐中学校を統合し、奥明方村立奥明方中学校の新設により廃校。名目上の統合であり、旧・明方中学校は奥明方中学校気良教場、旧・明方中学校寒水分校は奥明方中学校寒水教場となる。
- 1962年（昭和37年）4月13日 - 統合校舎が完成し、開校式が行われる[注釈 2]。気良教場、寒水教場を廃止。

## 奥住分校
- 現在の岐阜県郡上市明宝奥住に設置された奥明方村立明方中学校の分校。奥明方村立奥住小学校に併設されていた。
- 1947年開校。1951年に畑佐・奥住・小川を校区とする奥明方村立畑佐中学校の開校に伴い廃校。

## 寒水分校
- 現在の岐阜県郡上市明宝寒水1241-2に設置された奥明方村立明方中学校の分校。奥明方村立寒水小学校に併設されていた。
- 1947年開校。1961年4月に奥明方村内の中学校の統合により廃校。廃校後は、奥明方村立奥明方中学校寒水教場として、1962年4月13日に奥明方中学校統合校舎完成まで存在した。